# Église Notre-Dame de Courgeon
Pour les articles homonymes, voir Église Notre-Dame.
L'église Notre-Dame est une église catholique située à Courgeon, en France.

## Localisation
L'église est située dans le département français de l'Orne, sur la commune de Courgeon.

## Historique
Le clocher est classé au titre des monuments historiques depuis le 8 avril 1909, le reste de l'édifice inscrit depuis le 17 juillet 1926.